# Dceřina kletba
Dceřina kletba je dvanáctá balada ve sbírce Karla Jaromíra Erbena Kytice. Ve sbírce je tematicky blízko básni Poklad, neboť obě dvě pojednávají o porušení základního vztahu matka-dítě.

## Obsah
Dcera zabila své nemanželské dítě. Uvědomuje si svůj čin a chce za něj pykat na popravišti. Svého svůdníka prokleje. Po otázce „A co necháš svojí matce, jež tě milovala sladce a draze tě chovala?“ proklela mladá vražedkyně také svoji matku, protože ji vychovávala příliš volně a ona proto podlehla svému svůdníkovi.

## Úryvek
Což jsi se tak zasmušila,
dcero má
což jsi se tak zasmušila?
Veselá jsi jindy byla,
nyní přestal tobě smích!
„Zabila jsem holoubátko,
matko má,
zabila jsem holoubátko -
opuštěné jediňátko -
bílé bylo jako sníh!"
Holoubátko to nebylo,
dcero má,
holoubátko to nebylo -
líčko se ti proměnilo
a potrhán je tvůj vzhled!
„Och, zabila jsem děťátko,
matko má,
och, zabila jsem děťátko,
své ubohé zrozeňátko -
žalostí bych pošla hned!"
A co míníš učiniti,
dcero má,
a co míníš učiniti,
kterak vinu napraviti
a smířiti boží hněv?
„Půjdu hledat květu toho,
matko má,
půjdu hledat květu toho,
kterýž snímá viny mnoho
a vzbouřenou chladí krev."
A kde najdeš toho květu,
dcero má,
a kde najdeš toho květu
po všem široširém světu,
v které roste zahrádce?
„Tam za branou nad vršíkem,
matko má,
tam za branou nad vršíkem,
na tom sloupu se hřebíkem,
na konopné oprátce!"
A co vzkážeš hochu tomu,
dcero má,
a co vzkážeš hochu tomu,
jenž chodíval k nám do domu
a s tebou se těšíval?
„Vzkazuji mu požehnání,
matko má,
vzkazuji mu požehnání -
červa v duši do skonání,
že mi zrádně mluvíval!"
A co necháš svojí matce,
dcero má,
a co necháš svojí matce,
jež tě milovala sladce
a draze tě chovala?
„Kletbu zůstavuji tobě,
matko má,
kletbu zůstavuji tobě,
bys nenašla místa v hrobě,
žes mi zvůli dávala!"